# Alessio Paternesi
Alessio Paternesi (Civita Castellana, 28 ottobre 1937 – Viterbo, 18 agosto 2023) è stato un pittore e scultore italiano.

## Biografia
Esordisce giovanissimo e all'età di 22 anni partecipa alla VIII Quadriennale di Roma, dove sarà presente anche in altre tre edizioni fino alla metà degli anni '80 .  
Del 1962 è la sua prima personale che lo proietta immediatamente sul mercato artistico italiano ed internazionale. Sue personali in Italia, in gallerie private e nelle grandi istituzioni museali -come il Vittoriano a Roma e palazzo dei Diamanti a Ferrara - e nel mondo: negli Stati Uniti, in Francia, Turchia, Gran Bretagna, Svizzera, al Parlamento europeo di Strasburgo. 
È degli anni '80 l'avvio dei grandi cicli pittorici che caratterizzano gli ultimi decenni della sua poetica ed il ritrovato interesse per la scultura che lo aveva visto già protagonista negli anni '70 con diverse opere sul territorio. Artista etrusco ed europeo al tempo stesso, tenta di riportare l'essere umano al centro della natura, una natura metafisica e spirituale mai penetrabile fino in fondo, con opere in cui i colori e i materiali sono fortemente impregnati delle sue radici.
Di quegli anni anche intensa l'attività di curatore per mostre di artisti come Cagli, Marini, Alberti, Matta. Paternesi fu amico e collaboratore di molti artisti e poeti, come Renato Guttuso, José Ortega,  Raphael Alberti, Aglauco Casadio, Maria Luisa Spaziani e l'intensissima amicizia con Sebastian Matta con il quale collaborò intensamente e che diede il titolo anche all'ultimo ciclo pittorico, vasto ma incompiuto, di Paternesi, Indovina la Commedia.
Con il ritorno nella Tuscia nei primi anni '90 Paternesi avvia la sua ricerca monumentale. Fra le tante opere scultoree realizzate, il gigantesco Omaggio in bronzo dedicato ai Facchini di Santa Rosa, progettato nel 1995 e inaugurato nel 2000, oggi posto in piazza della Repubblica a Viterbo; ancora, nello stesso anno, Il 'Risveglio d'Europa, monumento in bronzo ai Caduti dell'ultima guerra mondiale, posto nella piazza del Sacrario di Viterbo; A Friburgo la "Lupa Capitolina", del 2004, opera in bronzo, per l'apertura di una via dedicata alla Città Eterna con il coordinamento della Società Dante Alighieri. 
Ampi ed intensi anche i cicli pittorici avviati in quegli anni come; I giardini Incantati ,Dietro le quinte, I sospettosi Incanti e appunto,  Indovina la Commedia.
Nel 2003 Paternesi riceve l'incarico dal comune di Bagnoregio di progettare e realizzare una piazza, riqualificando la fontana e ideando un monumento in bronzo ispirato da e dedicato a Bonaventura Tecchi: l'opera fu inaugurata nella primavera del 2007 e consiste, oltre che nella scultura in bronzo, anche nella riqualificazione di uno dei più belli e suggestivi punti di osservazione dell'intera regione: la piazzetta che precede il ponte sui calanchi e che guarda e arriva a Civita di Bagnoregio, "il paese che muore".
Nel 2005 gli è stato commissionato dal comune di Roma  il "bassorilievo in ricordo della Liberazione di Roma", fortemente voluto dal soldato Harry Shindler, rappresentante in Italia dei militari britannici nella seconda guerra mondiale, che è stato inaugurato il 4 giugno 2006 a Roma, in piazza Venezia, collocato proprio accanto all'Altare della Patria.
Nel 2007, in occasione dei suoi 70 anni  gli è stata dedicata una mostra "Parentesi Paternesi: Anagramma della Vita di un Artista" a Viterbo nello storico Palazzo dei Papi.
A dicembre 2010 l'esposizione presso la Società Dante Alighieri a palazzo Firenze a Roma, In viaggio con Dante, incentrata sulle mitologie dell'Inferno dantesco in otto sculture, poi trasferita a Ferrara.
Nel 2013 a Viterbo è stato presentato il volume dedicato all'arte ceramica di Paternesi Dalla terra alla forma.
A ottobre del 2017 l'inaugurazione nella sua Civita Castellana della "Fontana delle acque vergini", nuova opera dell'artista, voluta dall'amministrazione comunale della città falisca.
A dicembre 2017 la mostra antologica al palazzo dei Priori di Viterbo, omaggio della città per i suoi 80 anni.
Dopo le grandi mostre antologiche omaggio  viterbese per il suo settantesimo e ottantesimo compleanno al palazzo dei Papi ed al Palazzo dei Priori di Viterbo, il Museo di Palazzo Doebbing di Sutri celebra il maestro della Tuscia con una grande retrospettiva antologica che accoglie oltre 150 opere tra pittura e scultura, aperta per tutto il 2024. A lui è intitolata la sala convegni del Museo che ospita due grandi opere dell'artista.
Del 2024 anche La passeggiata nei giardini di Alessio Paternesi con una mostra in due tappe, a Viterbo e Tarquinia ideata in occasione  dell'intitolazione a Paternesi da parte dell'Università della Tuscia di un premio di laurea permanente in collaborazione con la Fondazione Carivit.